# Taina Halasima
Taina Halasima, (née le 11 décembre 1997 à Feletoa), est une athlète tongienne.

## Palmarès

### Jeux olympiques
- 2016 à Rio de Janeiro,  Brésil pour l'épreuve du 100 mètres femmes[1]
  - 6e de la série 2